# いわき号
いわき号（いわきごう）は、東京駅・バスタ新宿と福島県いわき市及び富岡町、茨城県北茨城市を結ぶ高速バスである。南相馬市発着便は運休中である。

## 運行会社
- ジェイアールバス関東（いわき支店、東京支店）
- 東武バスセントラル（足立営業事務所）
- 新常磐交通（いわき中央営業所）

## 現行経路
東京線は、首都高速道路は東京発が宝町出入口より進入、東京行が加平出入口で流出し一般道（都道・国道6号）を経由し終点まで向かうが直行便は宝町出入口まで首都高速を進む。

### いわき - 東京線
東京駅（発：八重洲南口6番のりば、着：日本橋口） - 浅草駅前 - 綾瀬駅 - <首都高速道路 - 常磐自動車道> - 北茨城IC - いわき勿来IC - いわき湯本IC - いわき好間→いわき中央インター - 叶田団地入口 - 平中町 - いわき駅 - ラパークいわき・JRバスいわき支店
- 1988年の運行開始当初から運行されている系統である。
- いわき好間、いわき中央インターは往復ともいわき好間→いわき中央インターの順に停車する。
- 友部SAで10分間休憩する。
- 現在は新常磐交通担当便の一部（1日6往復）がラパークいわきまで延長運転されている（いわき駅 - 常交いわき中央営業所間の出入庫回送を活用したもの）。
- また、JRバス関東運行便（全便）がJRバスいわき支店まで延長運転されている（いわき駅 - JRバスいわき支店間の出入庫回送を活用したもの）。2018年6月15日より東武バスセントラル運行便（一部便）もJRバスいわき支店まで延長。

### 富岡 - 東京線
東京駅（発：八重洲南口、着：日本橋口） - <首都高速道路 - 常磐自動車道> -  北茨城IC - いわき勿来IC - いわき湯本IC - いわき好間→いわき中央インター - 叶田団地入口 - 平中町 - いわき駅 - 六十枚入口 -  広野IC - Jヴィレッジ - 道の駅ならは - 富岡営業所
- 2019年6月20日、常磐富岡IC発着で暫定運行開始[6][7]。2019年9月1日よりJヴィレッジ、道の駅ならは、富岡営業所の各バス停を追加（常磐富岡IC停留所を廃止）し本格運行を開始。2020年4月11日以降、新型コロナウイルス感染症の影響により運休となっていたが、同年11月1日より運行を再開した。
- 全便新常磐交通が運行。

## 運休中、および廃止された運行系統

### いわき - 新宿線（新宿いわき号、廃止）
新宿駅（バスタ新宿） - <首都高速道路 - 常磐自動車道> -  北茨城IC - いわき勿来IC - いわき湯本IC - いわき好間→いわき中央インター - 叶田団地入口 - 平中町 - いわき駅 - JRバスいわき支店
- 2017年4月1日運行開始。全便JRバス関東が担当。2020年11月1日以降、新型コロナウイルス感染症の影響により運休していたが、2024年7月1日のダイヤ改正で廃止された[8]。
- 新宿発、新宿行ともに王子北出入口で首都高速道路に進入・流出し、一般道を経由し新宿までを結んでいた。
- 友部SAで10分間休憩していた（2018年10月までは守谷SAと東海PAの2カ所で休憩していた）。

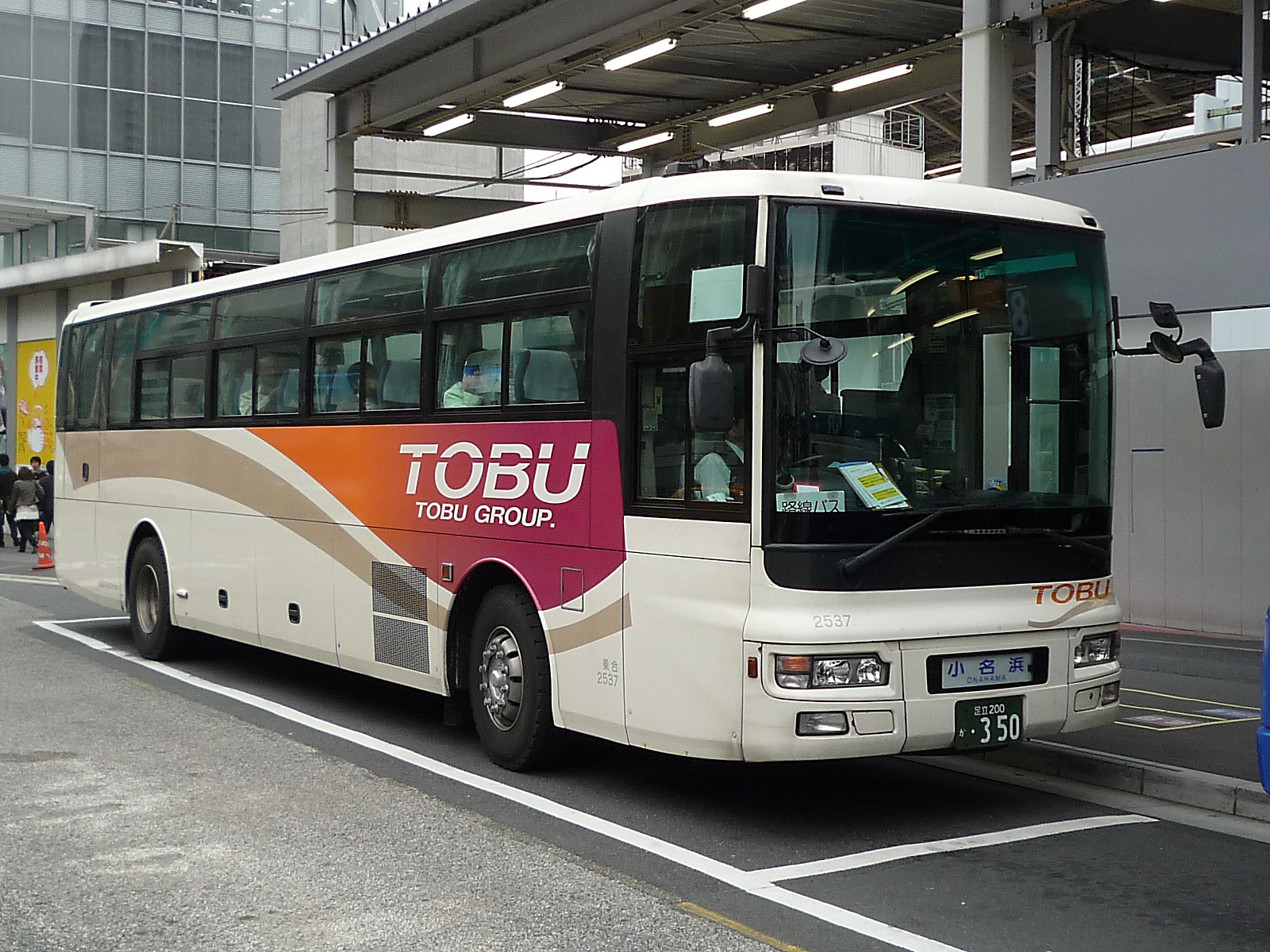
小名浜 - 東京線（東武バス）

### 小名浜 - 東京線（運休中）
東京駅（発：八重洲南口、着：日本橋口） - 浅草駅 - 綾瀬駅 - <首都高速道路 - 常磐自動車道> - 北茨城IC  - いわき勿来IC - いわき湯本IC - ハワイアンズ - 温泉神社 - 支所入口 - 小名浜高速バスターミナル
- 東京駅と小名浜を結ぶ系統である。いわき - 東京線とは異なり、いわき駅方面には立ち寄らない。
- 2006年12月15日運行開始。2011年3月11日の東日本大震災発生以降運行を休止していたが、2018年6月15日にルートを変更して運行を再開した。2020年4月11日以降、新型コロナウイルス感染症の影響により運休中。

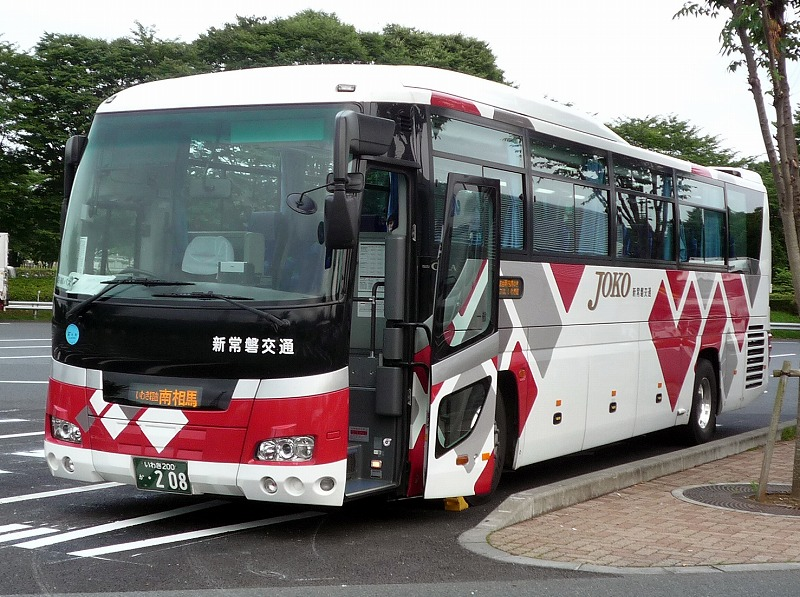
南相馬 - 東京線（新常磐交通）

- 友部SAで10分間休憩する。

### 南相馬 - 東京線（運休中）
東京駅（発：八重洲南口、着：日本橋口） - 浅草駅 - 綾瀬駅 - <首都高速道路 - 常磐自動車道> - いわき勿来IC - いわき湯本IC - いわき好間 - いわき中央IC - 広野IC - 常磐富岡IC - 大熊町役場 - 双葉町役場 - 浪江駅 - 原町営業所 - 道の駅南相馬
- 東京駅と相双地区（広野町・富岡町・大熊町・浪江町・南相馬市）を結ぶ路線である。いわき - 東京線とは異なり、いわき駅方面には立ち寄らない。
- 友部SA・四倉PAでそれぞれ15分間休憩する。
- 東日本大震災発生以降運行休止中で、福島第一原子力発電所事故の影響もあり、再開時期は未定（なお、常磐富岡ICまでは2019年6月20日に運行を再開した（上述））。

## 運行回数
2024年7月1日時点の運行回数である。
いわき - 東京線
- 毎日運行便1日17往復（常交5、JR6、東武6）、土曜・休日運行便1日6往復（各社2往復ずつ）。

富岡 - 東京線
- 毎日運行便1日1往復（常交）。

東日本大震災発生までは、以下の通り運行していた。
- 1日39往復（以下3系統の合計。常交・JR・東武各13往復）。
  - 東京駅 - いわき間：1日32往復（常交8往復はラパークいわき発着、常交下り2本・上り1本、JR下り11本・上り12本と東武11往復はいわき駅発着）。
  - 東京駅 - 南相馬間：1日2往復（常交2往復）。
  - 東京駅 - 小名浜間：1日5往復（常交下り1本・上り2本、JR下り2本・上り1本、東武2往復）。

## 歴史
- 1988年（昭和63年）
  - 7月 - 運輸省（当時）に路線延長免許申請書を提出。
  - 10月 - 路線免許を受ける。
  - 11月11日 - 東京駅 - 平駅（当時）間の運行を開始。1日3往復。
    - 運行開始当初の停留所は、いわき勿来インター、いわき湯本インター、いわき好間であった。また、いわき好間に駐車場をおよそ150台規模で設置した。
    - いわき勿来インター、いわき湯本インターまでは最寄のJR駅（勿来駅および湯本駅）からアクセス路線を新設した。
- 1989年（平成元年）頃 - 1日6往復に増便。
- 1990年（平成2年）7月21日 - 1日9往復に増便。
- 1995年（平成7年）10月10日 - 1日12往復に増便[11]。
- 1998年（平成10年）
  - 3月20日 - 1日15往復に増便[12]。高速バス専用「いわき勿来インター駐車場」オープン。
  - 9月1日 - リピーターサービス「とくとくスタンプ24」（片道24回乗ると1回無料になるサービス）開始[13]。
- 1999年（平成11年）
  - 3月 - 高速バス専用「いわき湯本インター駐車場」オープン。
  - 11月11日 - 1日18往復に増便。
  - 12月1日 - 東京発下り便を便指定に変更。
- 2001年（平成13年）4月1日 - 1日21往復に増便。
- 2003年（平成15年）5月10日 - 1日24往復に増便。
- 2004年（平成16年）
  - 4月15日 - いわき駅 - ラパークいわき間延長（常交便のみ）。東京 - 夜の森線運行開始（常交のみ1日2往復）。
  - 10月1日 - 東京 - 夜の森線を浪江駅発着に変更する（北営業所が担当）。
- 2005年（平成17年）
  - 4月 - 1日26往復に増便（JR9往復、常交9往復、東武8往復）。
  - 4月25日 - 夜の森停留所を廃止。
  - 9月1日 - 浅草駅停留所（降車用）を新設。
- 2006年（平成18年）
  - 10月1日 - 1日27往復に増便（JR9往復、常交9往復、東武9往復）、終発を1時間繰り下げ。JRバス関東の東京支店担当便がいわき高速支店（当時）担当となる。
  - 12月15日 - 小名浜発着便運行開始。計1日30往復に増便（うち小名浜便1日3往復。常交、JR、東武各1往復）。東京発下り便が座席指定制となる（高速バスネットでの取扱開始）。
- 2007年（平成19年）
  - 6月1日 - いわき発上り便も座席指定制に変更。
  - 10月1日 - 時刻改正および増便（いわき発着2往復、小名浜発着1往復）。計1日33往復となる。
- 2008年（平成20年）
  - 3月31日 - この日の運行をもっていわき小名浜停留所を廃止。
  - 4月1日 - アクアマリンパーク停留所を新設。小名浜発着便はルートを変更し、この停留所が発着場所となる。
  - 7月1日 - いわき発着便を3往復増便（計1日36往復となる）。東京駅発の終発を30分繰り下げ、23:30発となる。
- 2009年（平成21年）
  - 1月21日 - 浪江発着便を南相馬市（常交観光原町営業所、道の駅南相馬）に延長。
  - 7月17日 - いわき発着便を2往復、小名浜発着便を1往復増便（計1日39往復となる）。いわき駅始発が4時に、小名浜行き最終バスが21時40分に。また、いわき発が終日ほぼ30分に1本体制となる。
- 2010年（平成22年）10月1日 - 小名浜発着便に上中田停留所を新設。
- 2011年（平成23年）
  - 3月18日 - 同年3月11日に発生した東北地方太平洋沖地震の影響により運休していたが、この日より特別ダイヤ（1日10往復）での運行を再開。停車地は東京駅・いわき駅のみ、南相馬および小名浜発着便は引き続き運休。自由乗車制。
  - 3月24日 - この日よりいわき市内途中バス停（いわき勿来IC～平中町）での乗降扱いを再開。
  - 3月26日 - 1日12往復に増便。
  - 4月4日 - 1日33往復に増便。一部便のラパークいわき乗り入れと、上り便のみ予約受付を再開。
  - 4月28日 - 1日39往復に増便。
  - 5月11日 - この日より平日1日33往復、土休日1日39往復で運行。
  - 7月1日 - この日より上り便の綾瀬駅・浅草駅への停車を再開。下り便の予約受付も再開。
- 2013年（平成25年）
  - 2月4日 - この日より平日1日30往復、土休日1日39往復（うち下り2本は金曜日も運行）となる[14]。
  - 4月1日 - この日より一部便（1日12往復）が北茨城ICに停車[15]。
- 2014年（平成26年）
  - 7月1日 - この日よりJRバス関東運行便がいわき駅 - JRバスいわき支店間を延長[16]。
  - 8月10日 - この日より下り便が全便北茨城ICに停車[16]。
  - 8月29日 - この日より76号、105号の担当が新常磐交通からJRバス関東に変更。
  - 9月12日 - この日より76号、105号の担当がJRバス関東から新常磐交通に変更。
  - 9月14日 - この日より平日に限り、4号、21号の担当が新常磐交通からJRバス関東に変更。
  - 10月1日 - この日より下り便が一部自由席となる（最終便を除く）。現金又はネット予約は指定席となるが、回数券を利用する場合は窓口での席の指定はできなくなった。また、下り最終便（金曜・土曜・休前日運行）の時刻を変更、「ミッドナイトいわき号」とし、運賃を改定（運行開始は10月3日）[17]。
- 2015年（平成27年）12月1日 - 上り便のネット予約開始。電話での予約受付は継続。
- 2016年（平成28年）
  - 4月1日 - 回数券の販売終了及び、回数券の利用が廃止となる。また、下り便に設定されていた一部自由席が廃止となり再び上下便とも座席指定制となる[18]。
  - 8月1日 - この日より4号、21号の担当が全日ともJRバス関東から新常磐交通での運行に戻る（2014年9月14日より平日のみJRバス関東が運行していた）。
- 2017年（平成29年）
  - 4月1日 - この日より3往復がバスタ新宿発着となる。運行はJRバス関東が全て担当[19]。
  - 7月1日 - 常磐自動車道4車線化工事に伴い、いわき中央インターのりばと第1・第2駐車場が閉鎖。これに伴い「好間一小」停留所および無料駐車場（第4駐車場）を新設。なお、いわき中央インターおりばは存続となる[20]。
- 2018年（平成30年）
  - 4月3日 - 上りのJRバス関東便によるJRとまとランドいわきファーム産トマトの輸送を開始[21]。
  - 6月15日 - 小名浜発着便が運行再開[22][23]。「アクアマリンパーク」停留所を「小名浜」（小名浜高速バスターミナル）に移設。これに伴いいわき駅経由・発着便が1往復減便の1日26往復（常交10、JR7、東武）となる。東武担当一部便でJRバスいわき支店乗り入れが開始。
  - 11月1日 - 平日の運行本数が27往復（東京線23往復、小名浜線1往復、新宿線3往復）に減便。バスタ新宿発着便（新宿いわき号）の王子駅・池袋駅東口停留所を廃止。土休日に限り上り東京駅行直行便（綾瀬駅・浅草駅通過）便が新設。「ミッドナイトいわき号」廃止、特定日に限り最終便（東京駅23:20発）が運行される。北茨城インター停留所に停車する上り便が増加。あわせて運賃を改正[24]。
- 2019年（令和元年）
  - 6月20日 - 常磐富岡IC発着便の運行を開始[6][7][25]。
  - 9月1日 - この日より常磐富岡IC発着便の起終点を新常磐交通富岡営業所に変更。途中道の駅ならは・Jヴィレッジ停留所に追加停車。常磐富岡IC停留所には停車しなくなる[26]。
  - 10月1日 - 消費税率改定に伴う運賃改定[27][28][29]。
- 2020年（令和2年）
  - 4月11日 - 新型コロナウイルス感染症の影響により、この日より当面の間いわき発着便が1日8往復（JR・東武各4往復ずつ、新常磐交通便は全便運休。JRは新宿発着1往復を含む）のみの運行となる。小名浜・富岡営業所発着便は全便運休[30]。
  - 6月12日 - この日より一部便（4往復、新常磐交通担当便）の運行を再開[31]。
  - 11月1日 - ダイヤ改正（全日15往復に減便）。富岡営業所発着便を再開（1往復）、バスタ新宿発着便は運休[32][33][34]。
- 2021年（令和3年）
  - 2月1日 - ダイヤ改正。全日9往復に減便し、一部発着地を変更（富岡営業所発着便はいわき駅発着となる）[35]。
  - 3月20日 - ダイヤ改正。全日15往復に増便。富岡営業所発着便を再開（1往復）[36]。
  - 5月10日 - 首都高速道路「呉服橋出入口」廃止に伴い、上り直行便の運行経路・時刻を変更[37]。
  - 11月1日 - 「とくとくスタンプ24」サービス終了（フルスタンプ台紙の利用も同年12月31日で終了）[38][39]。
  - 11月20日 - この日より土曜・日曜・祝日運行便を3往復増便[40][41][42]。
- 2022年（令和4年）
  - 2月19日 - この日より土曜・日曜・祝日運行便（3往復）を運休[43][44]。
  - 3月1日 - この日より3往復を運休、計1日12往復で運行[45][46]。
  - 3月18日 - この日より3往復の運行を再開、計1日15往復で運行[47][48]。
  - 4月1日 - 常磐自動車道4車線化工事完了に伴い、いわき中央インターのりば（および第1・第2駐車場）の利用を再開、好間一小バス停（および第4駐車場）を廃止[49][50]。
  - 4月22日 - この日より同年5月31日（→6月30日まで延長[51]）まで、1往復が土日・GW期間中のみの限定運行となる[52]。
  - 4月29日 - この日より同年5月8日まで、臨時便1往復を運行[52]。
  - 7月11日 - 運賃改定[53][54]。
  - 7月16日 - この日より、土日祝日とお盆期間中（8月11日 - 8月16日）限定便を運行（3往復）[55]。
  - 9月3日 - この日より、土日祝日限定で東京駅23:00発の便（及び、折り返しとなるいわき駅16:30発の便）の運行を開始[56]。
- 2023年（令和5年）
  - 11月1日 - 一部便で便番号の変更を実施。下り便の13号東京13:30発以降から最終便まで、上り便のいわき発72号6:30発・8号7:30発以降最終便までを変更。
  - 11月7日 - 2023年9月8日の台風13号の被害で一時閉鎖していた「いわき好間」バス停の乗降を再開。
- 2024年（令和6年）
  - 7月1日 - 土休日に3往復増便。新宿発着便を廃止[8]。運賃改定（土日祝日と繁忙期の運賃を値上げ）[57]。
- 2025年（令和7年）
  - 4月1日 - 東京発22時発以降の便に深夜料金を導入。

## 車両
4列シート・トイレ付のハイデッカー車が使用される。大型連休時の応援には貸切車を応援させることもある。
運行開始当初は、各社ともスーパーハイデッカーを使用していたほか、「バス・ジャパン」11号の記述によれば、セルフサービスでお茶も用意されていたという。常磐交通自動車は貸切車を応援に運用することもあった。
- トイレ無し貸切車による増発便については常交、東武によるものが多い。

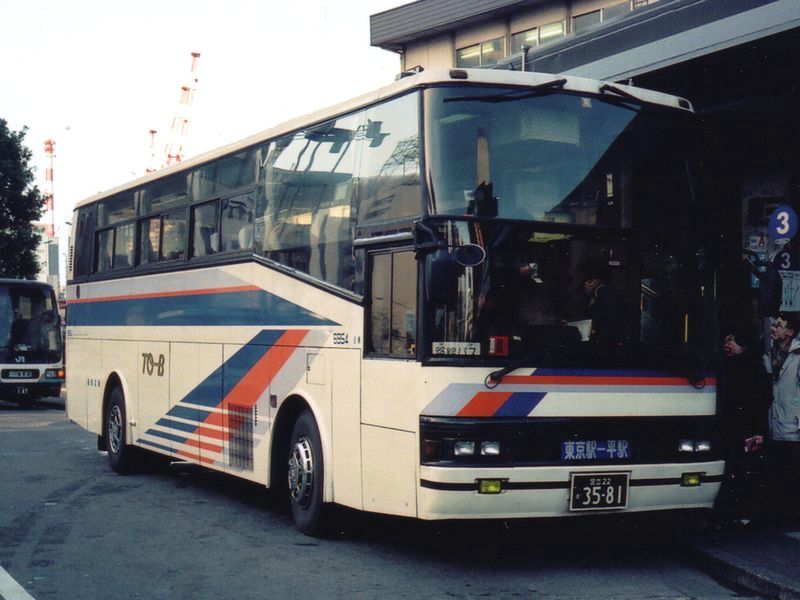
東武鉄道（運行開始当初の車両）
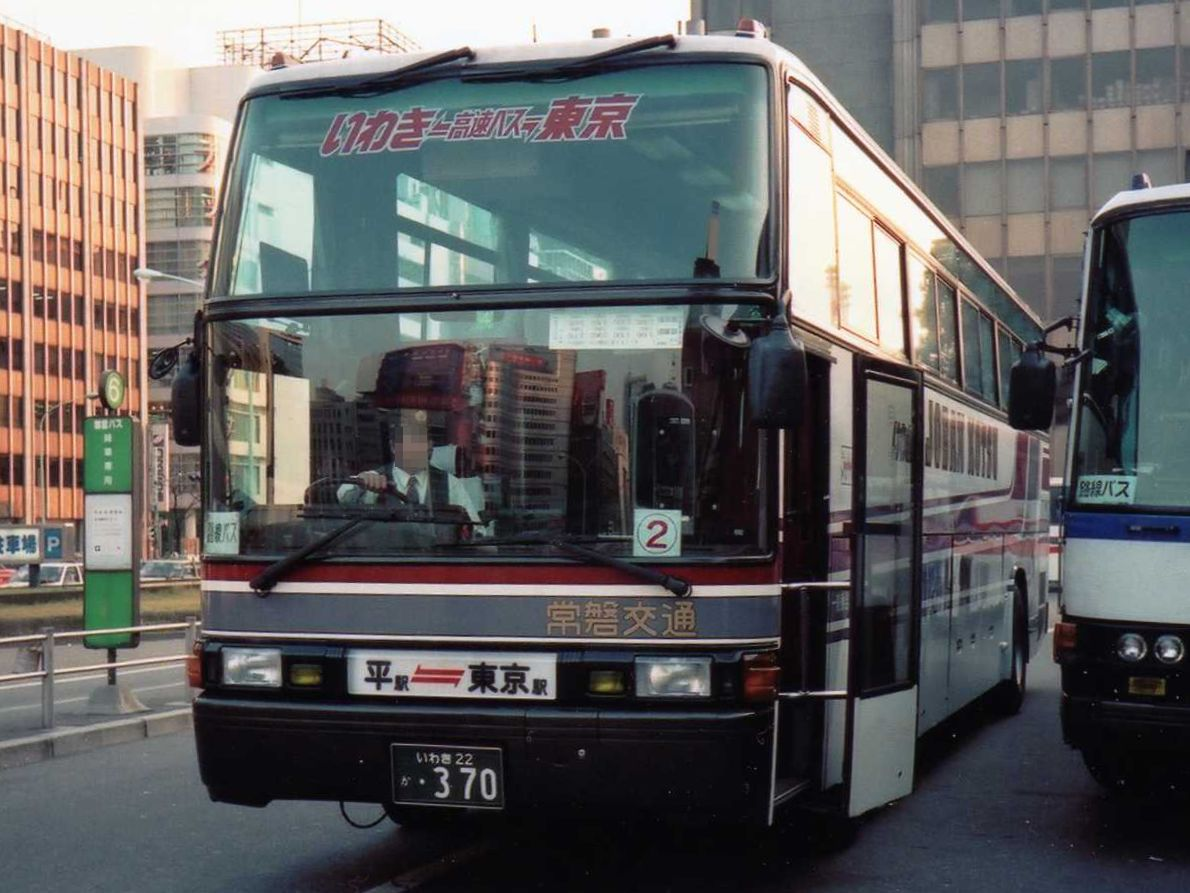
常磐交通自動車（運行開始当初の車両）
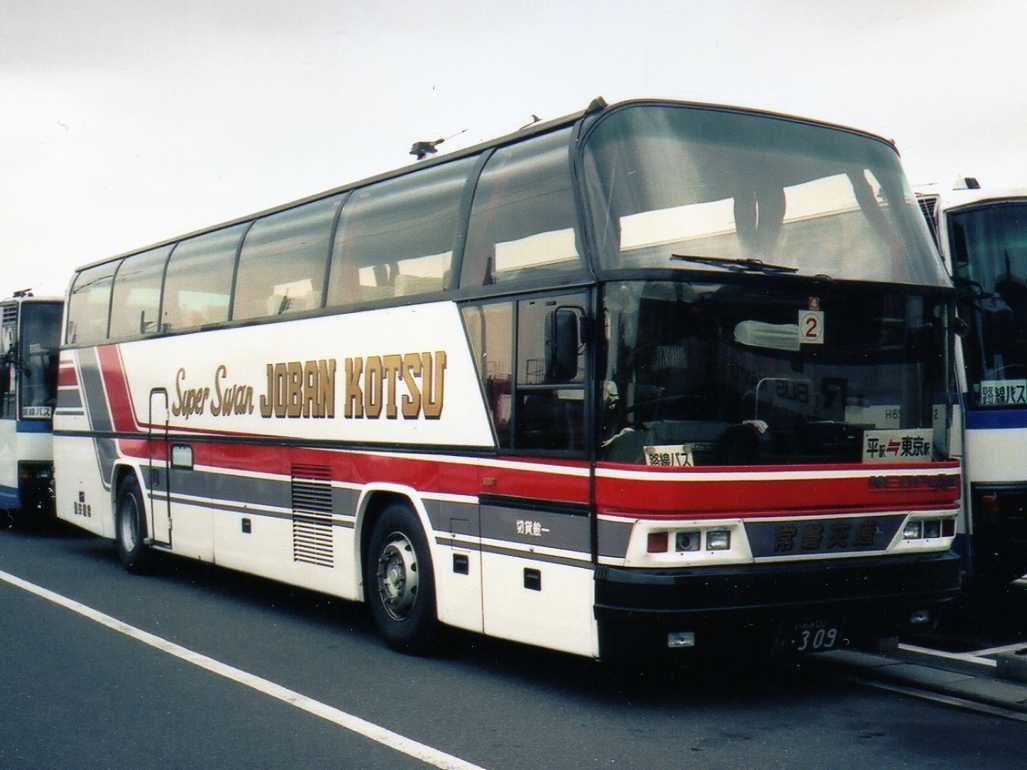
常磐交通自動車では貸切登録のネオプラン車を応援に使用することもあった
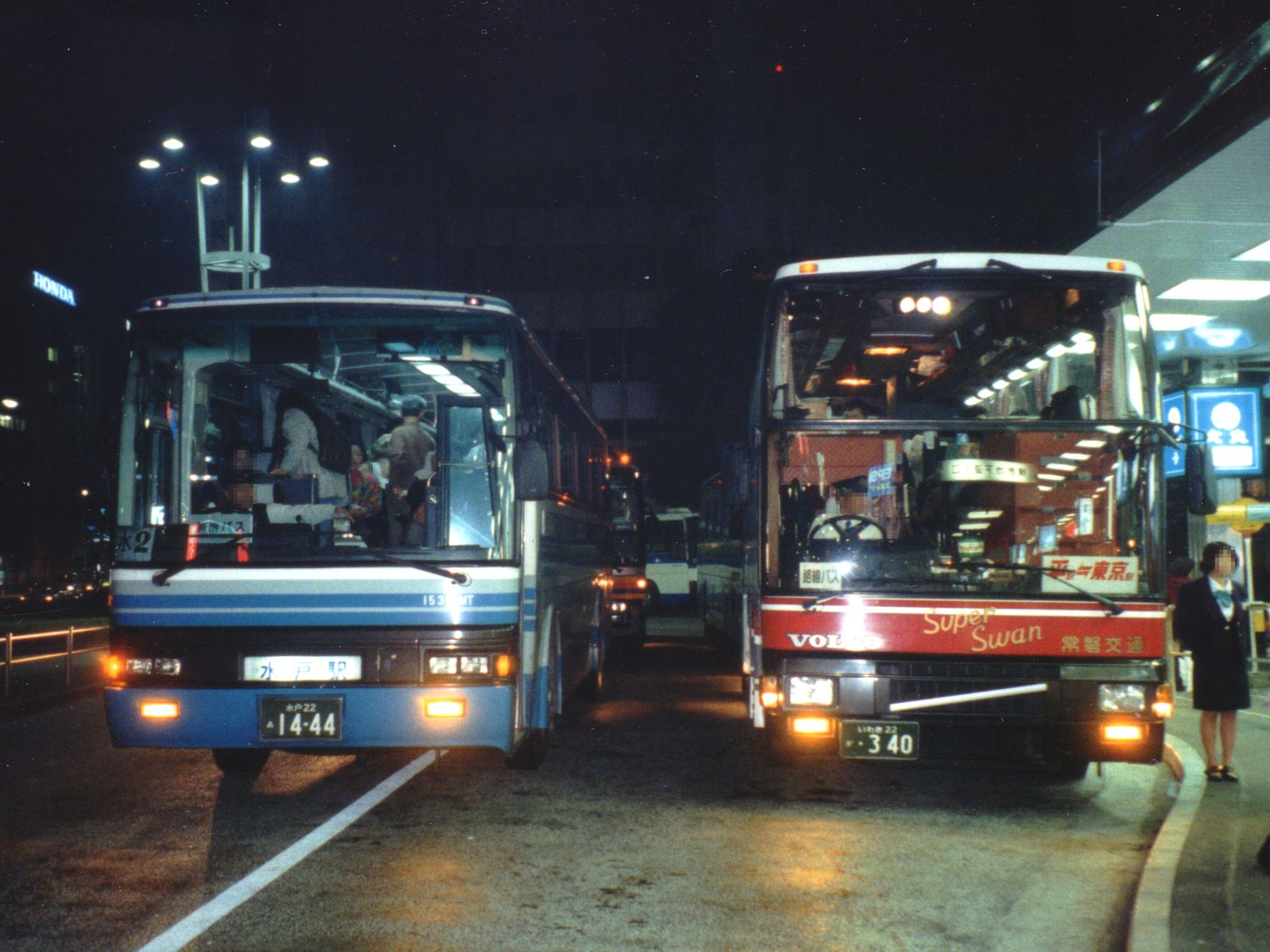
（右）常磐交通自動車の貸切特別車「Super Swan」（ボルボ・アステローペ）が運用に入ったこともある
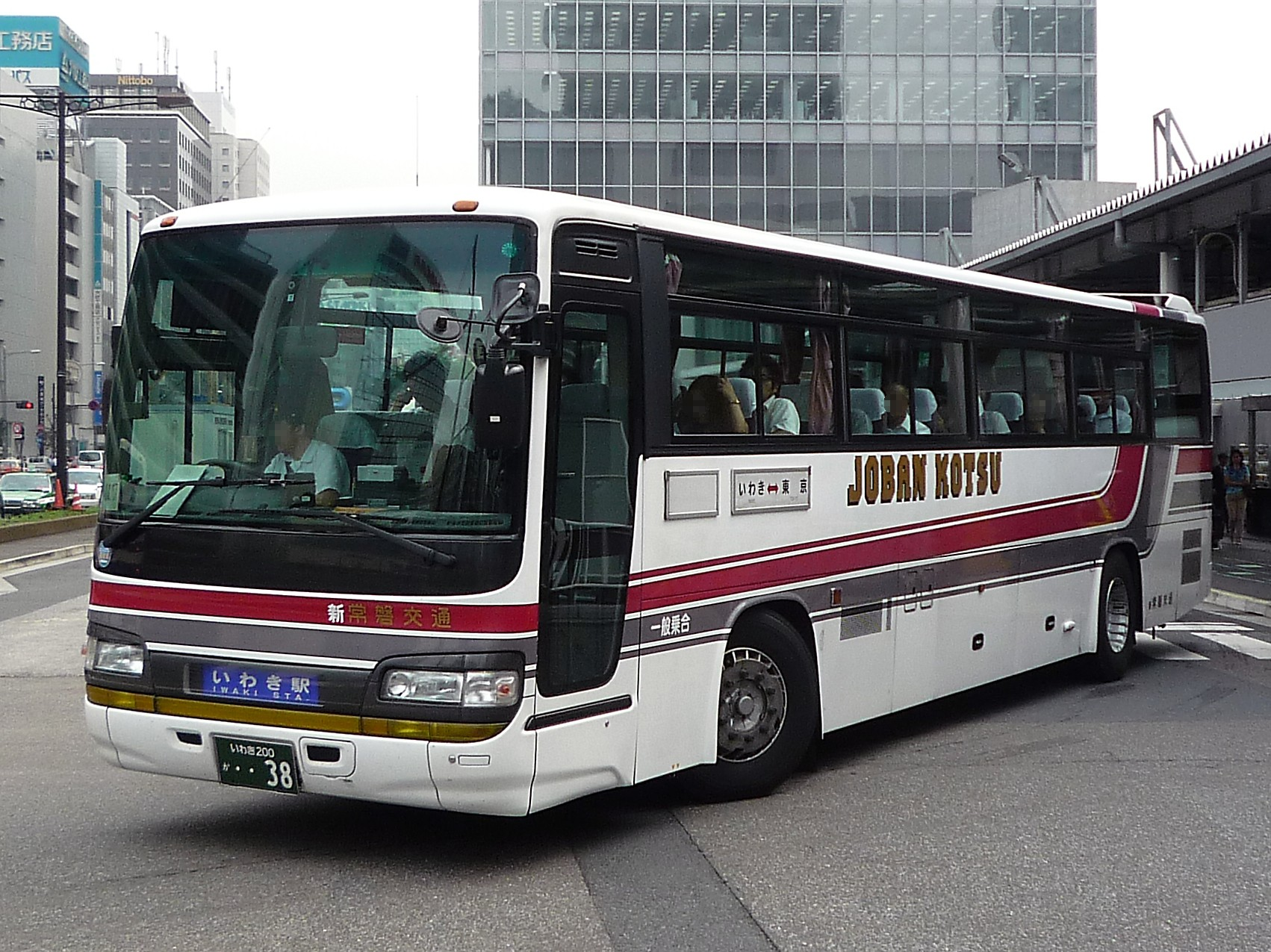
新常磐交通の旧塗色車（日野・セレガ）
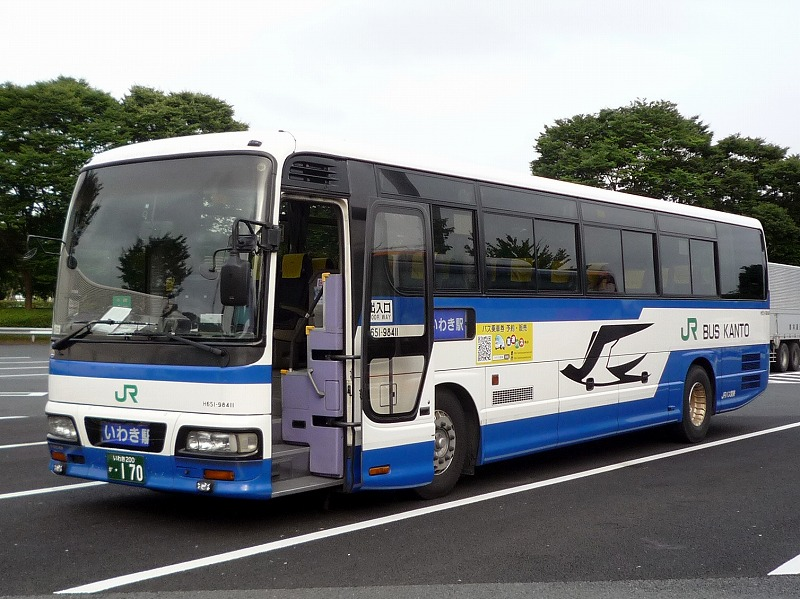
JRバス関東のいすゞ・ガーラ（現在は廃車）
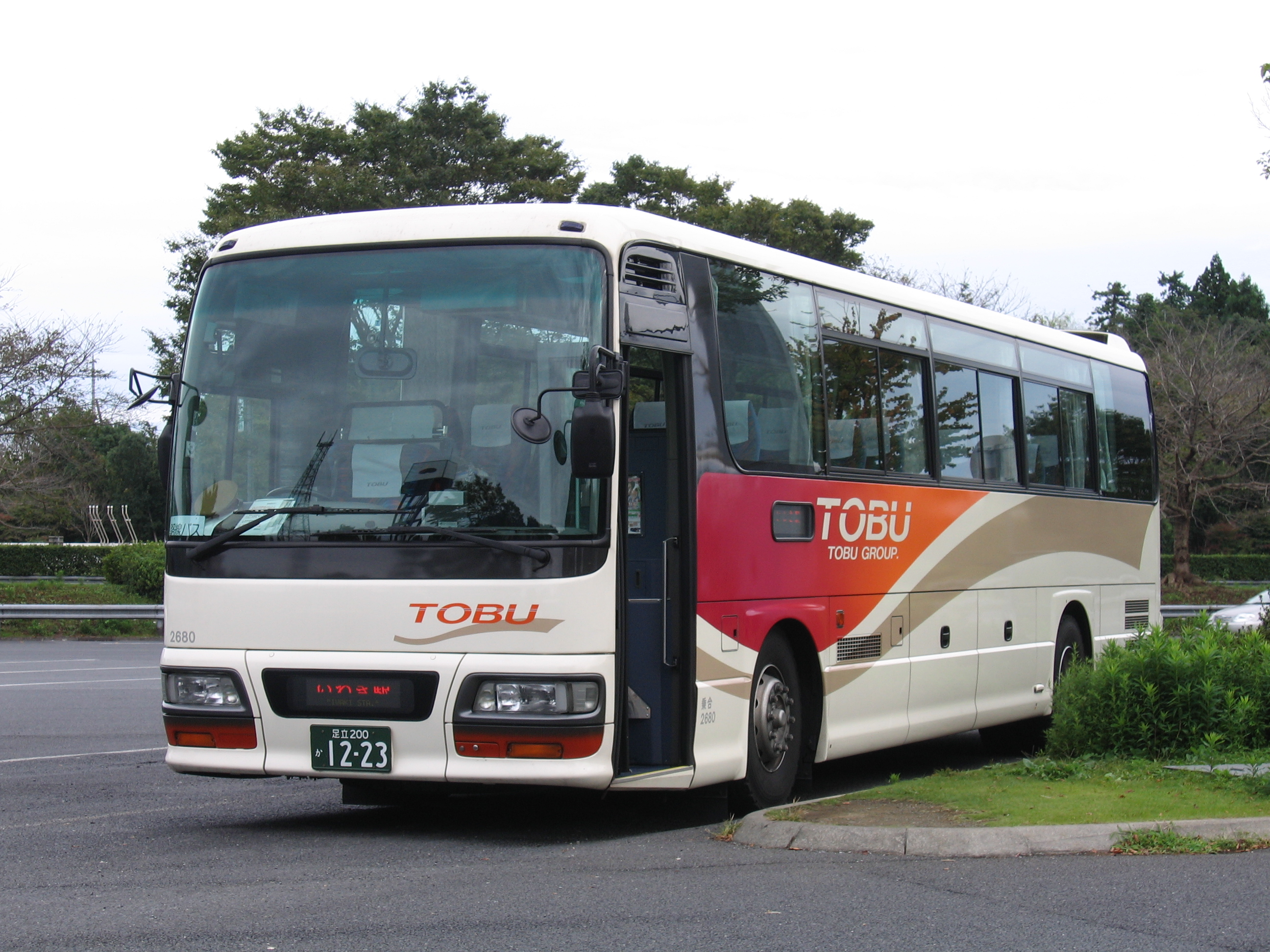
東武バスのいすゞ・ガーラ

## 利用状況
近年のいわき号の年間利用状況を以下に示す。2005年度はいわき線の利用者が減少しているように見えるが、これは浪江（現・南相馬）線の開業に伴い、一部旅客がそちらに転移したためであり、合計人員は増加傾向が続いている。
| 年度     | 東京 - いわき | 東京 - 浪江 | 東京 - 小名浜 |
| -------- | ------------- | ----------- | ------------- |
| 1997年度 | 279,324人     | -           | -             |
| 1998年度 | 330,881人     | -           | -             |
| 1999年度 | 362,880人     | -           | -             |
| 2000年度 | 374,669人     | -           | -             |
| 2001年度 | 404,766人     | -           | -             |
| 2002年度 | 407,294人     | -           | -             |
| 2003年度 | 419,325人     | -           | -             |
| 2004年度 | 424,604人     | -           | -             |
| 2005年度 | 408,196人     | 29,428人    | -             |
| 2006年度 | 416,499人     | 29,444人    | 7,028人       |
| 2007年度 | 421,345人     | 29,195人    | 33,806人      |

## その他
- 東武鉄道（開設当時）を参入させるために上りのみ綾瀬駅（後に浅草駅にも停車。但し、浅草駅は東武バスが参加しない他の路線も停車するようになった）に停車するようになる。
- 綾瀬駅停車が首都高の渋滞を回避し綾瀬駅到着時における定時性が確保されたため、結果的にこの停車がいわき号を大きく発展させた要因の一つと考えられる（綾瀬駅で下車する乗客も多い）。
- 以前は上り便は綾瀬駅を出た後再び首都高を走行して東京駅に向かっていたが、首都高の渋滞回避のため現在は一般道を走行して浅草駅方面へ向かう。

### パークアンドライド
福島県内におけるパーク&ライドの先駆けかつ成功例である。
いわき市をはじめとした福島県浜通り地区は自家用車の普及率が高い状況となっていた。このため、いわき号の設定当時から、自動車から乗り換えて高速バスを利用してもらうことを視野に入れていた。運行開始当初はいわき好間に150台規模の駐車場を設置し、高速バス利用者には無料で利用できるようにした。非常に好評であったが、無料であったことから高速バス利用者以外の駐車が目立つようになり、いわき号利用客が駐車できないこともあった。また、駐車場が設置されていなかったいわき湯本やいわき勿来では家族による送迎のほか、付近の道路等に駐車して乗車するなどの行為が見られた。
これらを解消するため、「駐車システム」の導入と（2009年現在では、いわき好間、いわき中央、アクアマリンパークに導入済み）各停留所付近への駐車場の設置（現在の駐車場設置停留所は下表を参考）を行った。
2013年4月1日から停車を開始した北茨城ICにも高速バス利用者用駐車場が120台分設置されている（ただしこの駐車場は自治体が設置したものであり、いわき市内のような利用者への無料措置はない）。
| 停留所名           | 駐車可能台数   | 設置年度                               |
| ------------------ | -------------- | -------------------------------------- |
| 北茨城IC           | 120            | 2013年（平成25年）                     |
| いわき好間         | 128            | 1988年（昭和63年）                     |
| いわき中央IC       | 116、41、100   | 1999年（平成11年）、2008年（平成20年） |
| いわき湯本IC       | 90             | 1999年（平成11年）                     |
| いわき勿来IC       | 150            | 1998年（平成10年）                     |
| アクアマリンパーク | 140            | 2008年（平成20年）                     |
| 広野IC             | 35             | 2004年（平成16年）                     |
| 常磐富岡IC         | 50             | 2005年（平成17年）                     |
| 大熊町役場         | 30             | 2004年（平成16年）                     |
| 双葉町役場         | 10             | 2004年（平成16年）                     |
| 原町営業所         | 25             | 2009年（平成21年）                     |
| 道の駅南相馬       | 10、日帰りのみ | 2009年（平成21年）                     |